# Eucereon flavicincta
Eucereon flavicincta là một loài bướm đêm thuộc phân họ Arctiinae, họ Erebidae.